# Nirrti (Csillagkapu)

Nirrti a Csillagkapu című amerikai sorozat egyik kitalált fajának, a Goa’uldnak egyik képviselője. A kanadai Jacqueline Samuda alakítja.

## Szerepe a sorozatban
Nirrti, a sorozat cselekményének idején az egyik legfőbb Goa’uld rendszerúr. Közönséges parazita, aki bár nem rendelkezik nemmel, mégis nőnek tekinti magát. Ő a hindu mitológiában a pusztítás és halál istennője. Tetteit tekintve teljes mértékben rászolgált eme címre, legyen akár isten vagy csak halandó Goa’uld.

## Nirrti életútja
Korát tekintve nincsenek források, a fent említett "istennőről", azonban annyi bizonyos, hogy több ezer éves, és annak idején ő is járt a Földön. Az is biztos, hogy nem tartozott a legközkedveltebb istenek közé, tekintve vérengző és kísérletező természetét.
Legfőbb célja, hogy létrehozza a tökéletes gazdatestet, amely képes lesz őt felruházni olyan képességekkel, mint például a telepátia. E célját soha sem sikerült elérnie!
A Goa’uld-ok közt is arról vált hirhedtté, hogy milyen kísérleteket végez az uralma alatt lévő bolygókon. Többek közt ő irtotta ki a Hanka bolygó teljes lakosságát, egyetlen kislány kivételével (Cassandra), akit átküldött a földi csillagkapun. Testébe bombát épített, amellyel el kívánta pusztítani az erejére ébredt Tau'ri-t. Terve szerencsére kudarcba fulladt. Azonban a kislány sok szenvedésen ment még át miatta.
Később és először személyesen, akkor találkozhatunk vele, mikor a Goa’uld és az Asgard egyezményt köt arról, hogy a Tau'ri bekerüljön a védett bolygók közé, melyért mindhárom fél (köztük a Föld is) elméletileg igen súlyos árat kell, hogy fizessen. Azonban Nirrti ezt bizonyos értelemben megkönnyíti.
Tagja ugyanis annak a háromfős Goa’uld-ok küldöttségnek, mely az Asgardok és a Tau'ri képviselőjével leül tárgyalni.
Földi tartózkodásuk alatt fény derül a Teal'c és Kronosz közt húzódó ellentétre. Később mindkettejüket megtámadják. Kronosz sérülései Nirrti szerint olyan súlyosak, hogy csakis szarkofággal lehetne meggyógyítani. Látszólag ugyan kísérletet tesz  a meggyógyítására, egy mobil gyógyítóeszköz segítségével, de ez pusztán csak álca. Később Jack O’Neill ezredes a másik rendszerúr, Yu előtt bebizonyítja, hogy Nirrti rendelkezik álcázó technológiával, mely láthatatlanná tesz őt. Miután ez kiderül Nirrti megpróbál elmenekülni, de nem jár sikerrel. Végül ennek eredményeként a Földet felveszik a védett bolygók egyezményébe, és a Goa’uld-ok elhagyják a bolygót.
Nirrti ezután Kronosz börtönében sínylődik.
Kronosz halála után Nirrti megszökik, de a többi rendszerúr szemében renegáttá lesz, így nem nyerheti vissza korábbi pozícióját.
Ezután hosszabb ideig nem hallat magáról. Végül a 6. szezonban újra feltűnik. A CSK-1 megpróbálja elfogni, azonban nem járnak sikerrel. Ellátogatnak egy olyan bolygóra, melyről egy menekült, szökése után azt állítja, hogy Nirrti kísérleteket végez a lakosságon és hogy faluját teljesen lemészárolta. Ezután nem sokkal ő is a rajta végzet kísérlet szövődményeinek áldozatává válik.
Kiderül, hogy Nirrti ismét genetikai kísérleteket végez, a tökéletes gazdatest létrehozása érdekében. Az őt körülvevő mutánsokkal védi magát. Két jobb keze egy telepata és egy olyan ember, aki telekinetikus képességeket kapott a kísérlet által.
Később az is kiderül, hogy ő maga küldött egy olyan kórt a bolygóra mely a lakosságot szép lassan kiírtotta volna. Azonban ő, a jóságos megmentő szerepében tetszelegve a genetikai kísérletek keretében kezeli őket. Ezzel állapotukat ugyan stabilizálja, azonban van akit megöl az általa okozott mutáció, van aki csak torzszülötté válik.
A bolygó lakosai számára megtiltotta, hogy ellene használják a képességeiket. Jack O’Neill azonban meggyőzi a telepatát, hogy olvasson bele az "istennő" agyába, és rá fog jönni, hogy hazudik. Így is lett. Nirttivel pedig végez a másik szolgája, aki számára immár világossá válik, hogy bátyját maga a Goa’uld ölte meg. Végül bosszúját beteljesítve és képességeit használva eltöri Nirrti nyakát, így vetve véget az "istennő" pályafutásának.